# ハゲ山 (上市町)
ハゲ山（ハゲやま）は、富山県中新川郡上市町にある山。標高は464.7m。

## 概要
山頂からは剱岳、大日岳などの山々や富山平野や富山湾が一望できる。2022年11月29日には上市町の白萩地域山村活性化協議会が整備を進めてきた西山遊歩道が整備された。

## 登山道
『西山遊歩道』と名付けられた約1.4kmの登山道である。従来の登山道が急な斜面や滑りやすい場所が多く、樹木が生い茂っていたため、登山を安全に楽しんでもらうため、2022年4月から白萩地域山村活性化協議会により従来の遊歩道が整備され、同年11月29日に完成した。急な斜面に階段やロープを取り付けたり、枯れ木を伐採したりして、歩きやすくした。完成記念として、山頂や遊歩道沿いにサクラの苗木計10本が植樹された。